# オジゾー
オジゾー(OZIZO、生年月日不明)は、日本の絵師、挿絵画家、アーティスト。

## 経歴
- 出版、広告、学校図書、CDジャケット等、様々な媒体を舞台にイラストを手掛ける。
- フジテレビ『トリビアの泉 〜素晴らしきムダ知識〜』の紙芝居風挿絵で注目を集める。
- オリジナル･カートゥーン「MAME MAME ROCK(マメマメ･ロック)」を制作し、ブログやグッズ販売を展開している。
- 緊縛師、有末剛のオリジナル手拭い・風呂敷を2012年より毎年制作。
- Tumblr、deviantARTにおいてカーアートやエロティックアート等、海外向けにも作品を発表し、日本国内外のカスタムカーファンから高い評価を得ている。
- JDMカルチャー、カスタムカーをテーマにした作品で知られる。
- 2014年第42回フジサンケイグループ広告大賞クリエイティブ部門雑誌優秀賞受賞。